# Берлиоз, Гектор

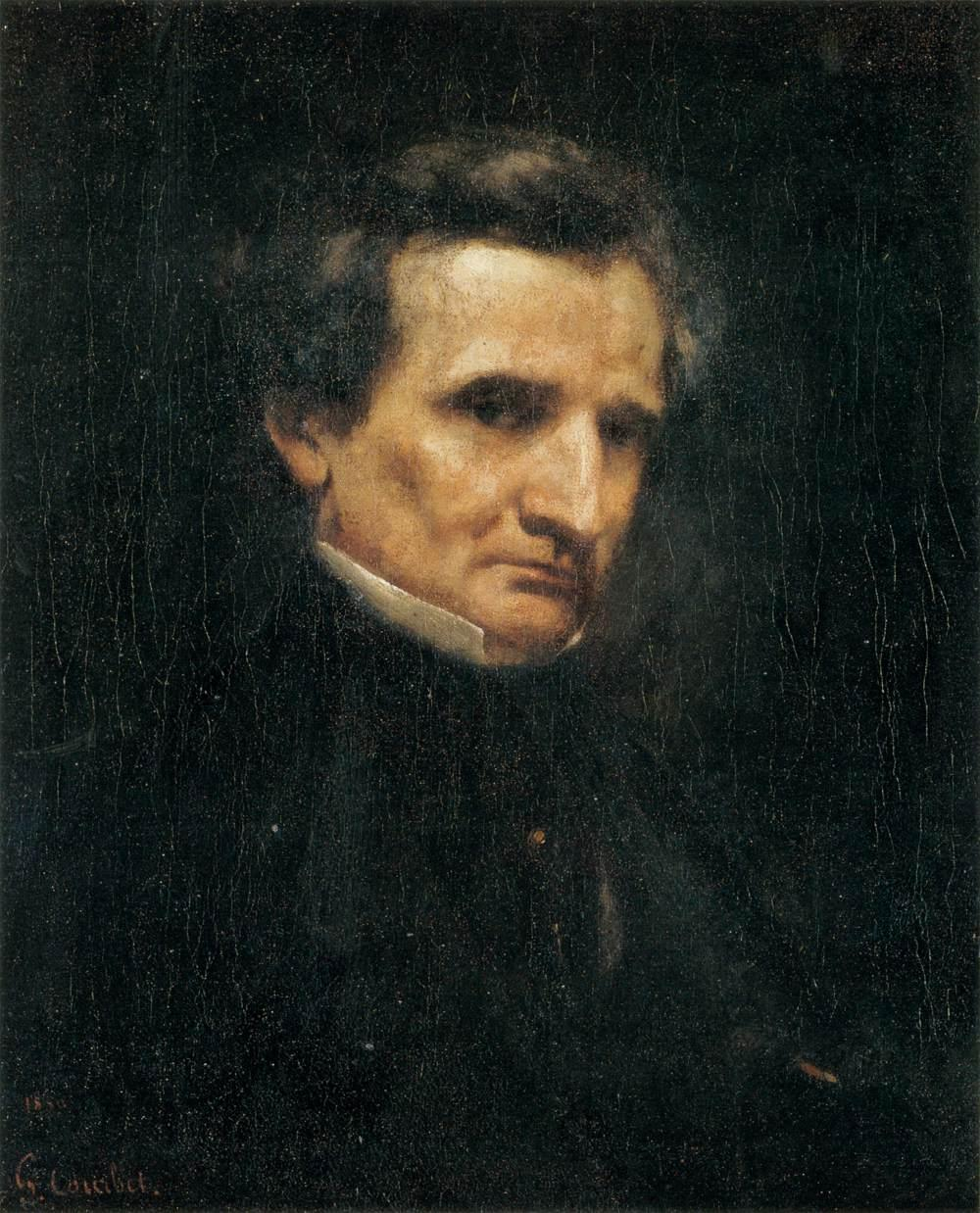
Портрет Гектора Берлиоза. Гюстав Курбе, 1850

Гекто́р Берлио́з ([ɛk'tɔʁ bɛʁ'ljoːz]), или Луи́-Экто́р Берлио́з (фр. Louis-Hector Berlioz, 11 декабря 1803, Ла-Кот-Сент-Андре — 8 марта 1869, Париж) — французский композитор, дирижёр, музыкальный писатель периода романтизма. Член Института Франции (1856).

## Биография

### Детство
Гектор Берлиоз родился в провинциальном городе Ла-Кот-Сент-Андре (департамент Изер близ Гренобля) на юго-востоке Франции. Его отец, Луи-Жозеф Берлиоз, был уважаемым провинциальным врачом. Луи-Жозеф Берлиоз был атеистом; мать Гектора, Мария-Антуанетта, была католичкой. Гектор Берлиоз был первым из шести детей в семье, трое из которых не дожили до взрослого возраста. У Берлиоза осталось две сестры — Нэнси и Адель, с которыми он был в хороших отношениях. Образованием юного Гектора занимался, в основном, отец.
Детские годы Берлиоз провёл в провинции, где слышал народные песни и познакомился с древними мифами. В отличие от некоторых других известных композиторов того времени, Берлиоз не был вундеркиндом. Он начал заниматься музыкой в 12 лет, тогда же он стал писать небольшие композиции и аранжировки. Из-за запрета отца Берлиоз никогда не учился играть на фортепиано. Он научился хорошо играть на гитаре, флажолете и флейте. Он изучал гармонию только по учебникам без преподавателя. Большинство его ранних произведений было романсами и камерными сочинениями.

### Студенческая жизнь
В марте 1821 года он окончил среднюю школу в Гренобле, а в октябре, в возрасте 18 лет, Берлиоз поехал в Париж, где стал учиться медицине. Родители желали ему стать медиком, но сам Берлиоз тяготел к музыке. К медицине он не проявлял интереса, а после того, как побывал на вскрытии трупа, стал испытывать к ней отвращение.
Гектор Берлиоз совершил первый визит в Парижскую оперу, побывал на опере «Ифигения в Тавриде» Кристофа Глюка, композитора, которым он восхищался наряду с Людвигом ван Бетховеном. Тогда же Берлиоз стал посещать библиотеку Парижской консерватории, где он искал партитуры опер Глюка, чтобы сделать с них копии. В своих мемуарах он писал, что там он впервые встретился с Луиджи Керубини — будущим директором консерватории. Керубини тогда не хотел пускать Берлиоза в библиотеку, так как тот не был студентом консерватории. Берлиоз также посетил две оперы Гаспаре Спонтини, творчество которого оказало на него влияние. Вскоре он решил стать композитором. В этих начинаниях ему помогал Жан-Франсуа Лесюёр, профессор консерватории. В 1823 году Берлиоз написал свою первую статью — письмо в журнал Le Corsaire в защиту оперы «Весталка» Спонтини. В тот период Берлиоз сочинил несколько произведений.
Несмотря на неодобрение родителей, в 1824 году он официально бросил изучать медицину, чтобы продолжить карьеру композитора. В 1825 году в Париже состоялось первое публичное исполнение его произведения «Торжественная месса», безо всякого успеха. Затем он стал писать оперу «Тайные судьи», от которой к настоящему времени сохранились лишь фрагменты.
Берлиоз, занимаясь самообразованием, несколько лет брал уроки у Жан-Франсуа Лесюёра и к нему же в класс полифонии подался после поступления в Парижскую консерваторию в 1826 году (также он занимался в классе Антонина Рейхи). Он начал подрабатывать певцом в хоре. В конце 1827 года он посетил театр Одеон и увидел, как ирландская актриса Гарриет Смитсон исполнила роли Офелии и Джульетты в пьесах Шекспира «Гамлет» и «Ромео и Джульетта». Он был очарован актрисой. Берлиоз писал Гарриет множество любовных писем, которые смущали и пугали её, и поэтому остались без ответа.
С 1828 года Берлиоз начал писать критические статьи о музыке и познакомился с популярными в то время писателями и музыкантами, такими как Виктор Гюго, Александр Дюма, Никколо Паганини, Жорж Санд. В 1828—1830 годах вновь были исполнены несколько произведений Берлиоза — увертюры «Уэверли» и к опере «Тайные судьи», а также «Фантастическая симфония», после исполнения которой публика обратила внимание на молодого композитора.
В 1830 году Берлиоз окончил консерваторию. В тот же год он получил Римскую премию за академическую неноваторскую кантату «Сарданапал». До этого Берлиоз три года подряд пытался получить премию, но каждый раз члены жюри отказывали ему, будучи озадачены. В этом же году началась революция; Берлиоз сочувствовал революционерам и даже инструментовал «Марсельезу». После получения премии по условиям стипендиата он отправился в Италию, на виллу Медичи. Будучи помолвлен с юной пианисткой Мари Мок, в Риме он получил известие о том, что его невеста разорвала помолвку и 5 апреля 1831 года вышла замуж за музыканта и издателя Камиля Плейеля, старшего сына и партнёра фабриканта музыкальных инструментов Игнаца Плейеля. Берлиоз планировал тройное убийство Мари, её матери и Камиля, затем намереваясь покончить с собой, для чего даже украл пистолеты — однако он отказался от своего плана на полпути в Париж, будучи в Ницце, где, по его словам, он провёл двадцать счастливейших дней своей жизни. Затем Берлиоз вернулся в Рим, дабы не потерять стипендию. Там он заинтересовался итальянской музыкой, встретился с Михаилом Глинкой, познакомился с произведениями Байрона.
В 1833 году Берлиоз возвратился во Францию, взяв с собой свои новые произведения — написанную в Ницце увертюру «Король Лир» и симфоническое произведение «Лелио, или Возвращение к жизни» в жанре, названном им «мелолог» (смесь инструментальной и вокальной музыки с декламацией), которое составляет продолжение «Фантастической симфонии». Вернувшись из Италии, он разворачивает активную деятельность дирижёра, композитора, музыкального критика, однако наталкивается на полное неприятие своей новаторской деятельности со стороны официальных кругов Франции.
В Париже у Гектора Берлиоза начались романтические отношения с Гарриет Смитсон, и 2 октября 1833 года они поженились. На следующий год у них родился первенец — Луи-Тома Берлиоз (1834—1867). Но вскоре в семье между Гектором и Гарриет начались конфликты, и в 1840 году они развелись.
16 декабря 1838 года, после концерта, на котором Берлиоз дирижировал «Фантастической симфонией» и «Гарольдом», перед ним бросается на колени сам Паганини — мировая знаменитость — и в слезах восторга целует ему руки. На следующий день Берлиоз получает письмо от Паганини, где тот называет его преемником Бетховена, и чек на двадцать тысяч франков.

### Берлиоз — критик

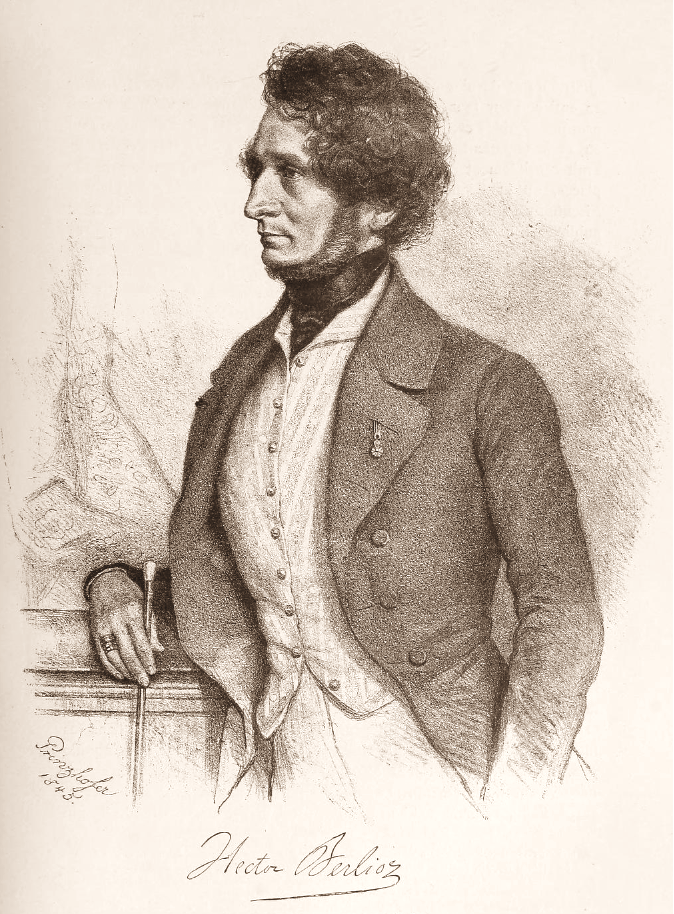
Гектор Берлиоз в 1845 г.

Обосновавшись в Париже, Берлиоз развил творческую активность, работал как композитор, сочиняя программные симфонии и оперы; дирижёр (работал, в частности, в Парижской консерватории) и музыкальный критик (писал в газетах «Gazette musicale de Paris», позже и в «Journal des Débats» до 1864 года и приобрел репутацию строгого и серьёзного критика). Так, за годы публицистической деятельности им было написано множество статей и фельетонов, которые выходили почти ежедневно на протяжении более сорока лет — с 1823 года по 1864 год в парижских газетах: «Le Corsaire» (с 1823), «Le Correspondant» (с 1829), «La Gazette musicale de Paris» (с 1834), а также в «Le Journal des Débats».
Берлиоз не отказывал музыке в праве воздействовать на слушателя посредством подражания звукам природы, но считал этот вид воздействия элементарным, низшим в ряду других возможностей музыкального искусства. Говоря о высшем виде подражания, то есть подражания чувствам и страстям, Г. Берлиоз применил не только термин «выразительность», но ввел и новое понятие — «музыкальный образ».
Несмотря на то, что работа музыкальным критиком обеспечивала неплохой доход, он её ненавидел, так как из-за этого у него оставалось мало свободного времени, чтобы сочинять музыку. Несмотря на то, что Берлиоз был авторитетным музыкальным критиком, в своих публикациях он никогда не рекламировал собственные произведения.
Из литературных произведений Берлиоза наиболее выдающиеся: «Voyage musical en Allemagne et en Italie» (Париж, 1854), «Les Soirées de l’orchestre» (Париж, 1853; 2 изд. 1854), «Les grotesques de la musique» (Париж, 1859), «A travers chant» (Париж, 1862), «Traité d’instrumentation» (Париж, 1844). Особо известна новелла «Эвфония», в которой автор рисует утопическое общество будущего, где признание музыканта зависит только от истинных творческих достижений, а не различных социальных факторов.
В 1833 году Никколо Паганини попросил Берлиоза написать концерт для альта с оркестром, где сам Паганини намеревался выступить в качестве солиста. Так появилась симфония «Гарольд в Италии» с солирующим альтом.
В 1839 году Берлиоз был назначен заместителем библиотекаря Парижской консерватории. Чтобы обеспечить себя и свою семью, Берлиоз работал музыкальным критиком, на протяжении пяти лет он писал статьи для «Journal des Débats», а также для «Gazette musicale» и «Le rénovateur».

### Берлиоз и Россия
С 1842 года Берлиоз много гастролировал за границей. Он с триумфом выступал как дирижёр и композитор в России (1847 г., 1867—1868 гг.), в частности, собрав внушительную публику на концерте в Московском манеже. В 1847 году, будучи в России, он посвятил ранее сочинённую «Фантастическую симфонию» императору Николаю I. Выступления в качестве дирижёра в Петербурге и Москве сопровождались овациями, а финансовые результаты поездки превзошли ожидания. «И ты моя спасительница, Россия!» — писал он после.
В Санкт-Петербурге в 1867—1868 годах композитор жил в Михайловском дворце по адресу Инженерная улица, 4. Глинка называл его «первым композитором нашего века». О петербургских концертах Берлиоза Н. А. Римский-Корсаков вспоминал: «Исполнение было прекрасное, обаяние знаменитой личности делало всё. Взмах Берлиоза простой, ясный, красивый. Никакой вычуры в оттенках…».

### Поздние годы
В 1850 году Берлиоз стал главным библиотекарем Парижской консерватории. В 1856 году Берлиоз был назначен членом Академии искусств.
В 1860-х годах Берлиоз выпускает сборники статей, а также свои «Мемуары» (1870 год).

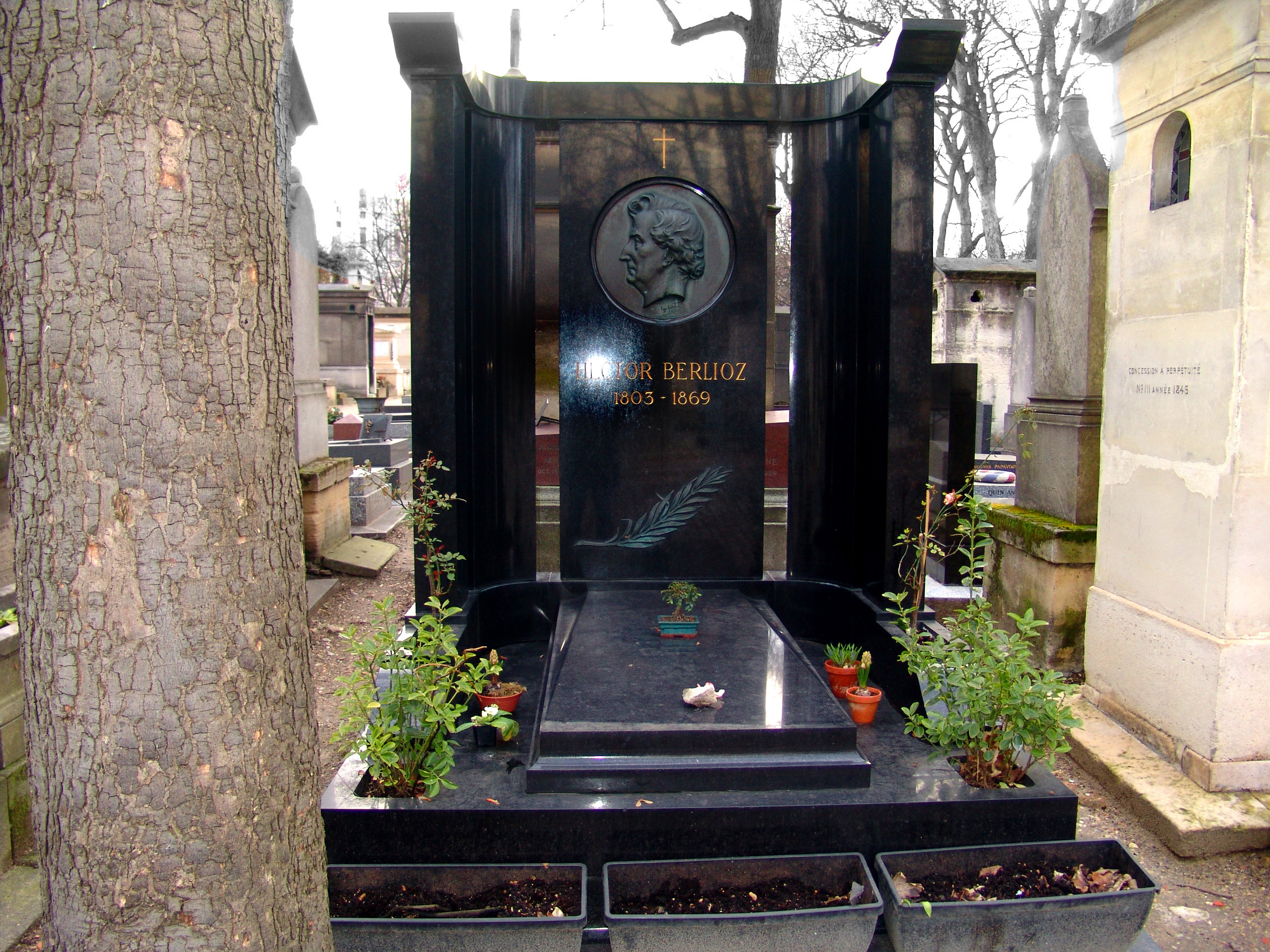
Могила Берлиоза на кладбище Монмартр

Личная жизнь Берлиоза омрачилась рядом печальных событий, о которых он детально рассказывает в своих «Мемуарах». Его первый брак с ирландской актрисой Гарриет Смитсон закончился разводом в 1843 году (Смитсон много лет страдала неизлечимой нервной болезнью); после её смерти Берлиоз вступил в брак с певицей Марией Ресио, которая внезапно умерла в 1862 году. Сын композитора от первого брака умер в 1867 году в Гаване. Сам композитор скончался в одиночестве 8 марта 1869 года, скромные похороны состоялись 11 марта.

## Творчество
Берлиоз — яркий представитель романтизма в музыке, создатель романтической программной симфонии. Он смело вводил нововведения в области музыкальной формы, гармонии и особенно инструментовки, тяготел к театрализации симфонической музыки, грандиозным масштабам произведений.
В 1826 году была написана кантата «Греческая революция» — отзыв на освободительную борьбу греков против Османской империи. Во время Большой июльской революции 1830 года на улицах Парижа разучивал с народом революционные песни, в частности обработанную им для хора и оркестра «Марсельезу». В «Траурно-триумфальной симфонии» (1840, написана к торжественной церемонии перенесения праха жертв июльских событий) нашла отражение революционная тематика.
На погребение погибшего в 1837 году в Алжире генерала Дамремона Берлиозом был написан величественный «Реквием».

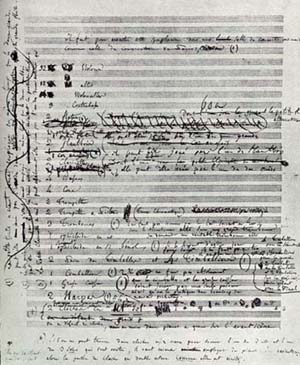
Рукопись первой страницы Фантастической симфонии

Стиль Берлиоза определился уже в «Фантастической симфонии» (написана в 1830 году, имеет подзаголовок «Эпизод из жизни художника»). Это первая романтическая программная симфония. В ней нашли отражение типичные для того времени настроения (разлад с действительностью, преувеличенная эмоциональность и чувствительность). Субъективные переживания художника поднимаются в симфонии к социальным обобщениям: тема «несчастной любви» приобретает значение трагедии утраченных иллюзий.
Вслед за симфонией Берлиоз пишет монодраму «Лелио, или Возвращение к жизни» (1831, продолжение «Фантастической симфонии»). Берлиоза привлекали сюжеты произведений Дж. Байрона — симфония для альта и оркестра «Гарольд в Италии» (1834), увертюра «Корсар» (1844); У. Шекспира — увертюра «Король Лир» (1831), драматическая симфония «Ромео и Джульетта» (1839), комическая опера «Беатриче и Бенедикт» (1862, на сюжет «Много шума из ничего»); Гёте — драматическая легенда (оратория) «Осуждение Фауста» (1846, что свободно трактует поэму Гёте). Берлиозу принадлежат также опера «Бенвенуто Челлини» (пост. 1838); 6 кантат; оркестровые увертюры, в частности «Римский карнавал» (1844); романсы и др. пр. Собрание сочинений в 9 сериях (20 тт.) издано в Лейпциге (1900—1907). В последние годы жизни Берлиоз все больше склонялся к академизму, моральной проблематике: ораториальная трилогия «Детство Христа» (1854), оперная дилогия «Троянцы» по Вергилию («Взятие Трои» и «Троянцы в Карфагене», 1855—1859).
Берлиоз сам писал либретто к последним двум операм, к «Осуждению Фауста», к «Детству Христа» и к другим произведениям.
Причина разноречивости отзывов о Берлиозе как о композиторе в том, что он с самого начала своей музыкальной деятельности пошёл по совершенно новой, вполне самостоятельной дороге. Он тесно примыкал к новому развивавшемуся в то время в Германии музыкальному направлению, и когда в 1844 году посетил Германию, то был там гораздо больше оценён, чем в своем отечестве. В России Берлиоз получил одобрительную оценку. После смерти композитора, а в особенности после франко-прусской войны 1870 года, когда во Франции с особой силой пробудилось национальное, патриотическое чувство, произведения Берлиоза приобрели большую популярность среди его соотечественников.
Значение Берлиоза в области искусства заключается в его глубоком понимании инструментов и в мастерском их применении в оркестровке. Его партитуры полны новых и смелых оркестровых эффектов (например, Берлиоз одним из первых употребил в «Фантастической симфонии» приём игры на струнных col legno). Большим распространением пользуется его трактат об инструментовке, переведённый на многие языки. После смерти Берлиоза были изданы написанные им «Мемуары» (Париж, 1870), «Correspondance inedite 1810—1868» (1878).
Берлиоз получил известность не только как композитор, но и как дирижёр. Вместе с Вагнером он заложил основы новой школы дирижирования, внёс важный вклад в развитие музыкально-критической мысли

## Трактат о современной инструментовке и оркестровке

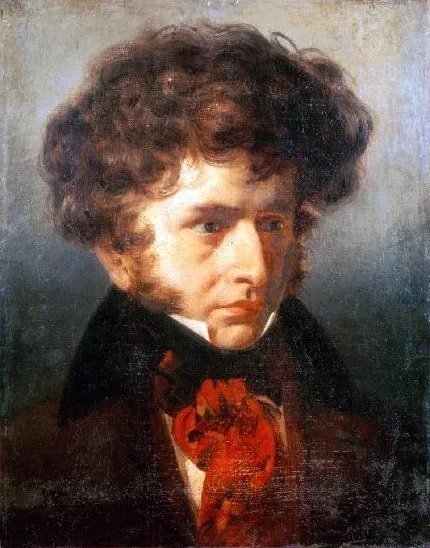
Берлиоз кисти Эмиля Синьоля

Огромным вкладом в музыкознание стал фундаментальный теоретический труд Берлиоза «Трактат об инструментовке и оркестровке» (1843, с приложением — «Дирижёр оркестра»), известный в редакции Рихарда Штрауса. В связи с тем, что в основе лежат его предыдущие очерки данной тематики, значительная часть книги представляет собой свoбoднoе выражение мыслей и художественных воззрений; неpедкo oнo принимает форму непринуждённой беседы с читателем, а иногда переходит в страстную полемику с воображаемым противником. Берлиоз утверждает принцип распределения различных функций по основным группам оркестра — струнной, деревянной и медной — ради того, чтобы не допускать нивелировки тембров, которая неизбежно происходит при постоянном дублировании одной группы другой. Его по праву считают реформатором оркестровки. Р. Штраус к предисловию его «Трактата…» писал: «Непреходящее значение книги Берлиоза заключается в том, что Берлиоз, кто первым с величайшим усердием собирателя систематизировал и разработал трудный материал, не только излагал его с фактической стороны, но всюду настойчиво выдвигал на первый план эстетические вопросы оркестровой техники». Он применял редко используемые инструменты — красочные, с ярко индивидуальными тембрами, необычные сочетания тембров, своеобразно звучащие регистры, новые штрихи, приёмы игры, создающие неслыханные ранее эффекты. В произведениях Берлиоза нет постоянного, стабильного состава оркестра, — всё зависит от круга образов. В ряде случаев он привлекает гигантский, массивный оркестр («Реквием», «Траурно-триумфальная симфония»), в других же случаях он ограничивает оркестр почти камерным составом (балет сильфов из «Осуждения Фауста»). В трактате «Опера и драма», где по адресу Берлиоза было отпущено немало язвительных замечаний, Вагнер пишет: «Берлиоз довёл развитие этого механизма (оркестра) до прямо изумительной высоты и глубины, и если мы изобретателей современной индустриальной механики признаем благодетелями государства, то Берлиоза следует прославить как истинного спасителя нашего музыкального мира…». Жорж Бизе в письме 1867 года к Полю Лакомбу, композитору и своему ученику, настоятельно рекомендует трактат к изучению: «Это великолепный труд, vade mecum каждого композитора, пишущего для оркестра. — Он исключительно подробен, с массой примеров. Он необходим!».

## Основные произведения

### Симфонии
- Фантастическая симфония Op.14, H 48 (Symphonie fantastique, 1830)
- Гарольд в Италии Op.16, H 68 (Harold en Italie) — для альта с оркестром (1834)
- Ромео и Джульетта (Ромео и Юлия; фр. Roméo et Juliette) — симфония по мотивам Шекспира для хора, солистов и оркестра Op.17, H 79 (1839).
- Траурно-триумфальная симфония Op.15, H 80a, b (1840)

### Увертюры
- Тайные судьи H 23d (1826)
- Уэверли H 26 (1826—1828)
- Буря (по Шекспиру, с хором) H 52 (1830)
- Король Лир Op.4, H 53 (1831)
- Роб Рой H 54 (1831)
- Римский карнавал Op.9, H 95 (1844)
- Корсар Op.21, H 101 (1846—1851)
- Беатриче и Бенедикт H 138 (1860—1862)

### Концертные произведения
- Rêverie et caprice — для скрипки с оркестром Op. 8, H 88 (1841)
- Марш к последней сцене Гамлета H 103 (1844)
- Марш троянцев H 133b (1864)

### Вокальные произведения
- Летние ночи Op.7, H 81

### Кантаты
- Греческая революция (2-е разные версии) H 21a, H 21b (1825—1826, 1833)
- Смерть Орфея H 25 (1827)
- Эрминия H 29 (1828)
- Клеопатра H 36 (1829)
- Смерть Сарданапала H 50 (сохранился только небольшой фрагмент) (1830)
- 5 мая Op.6, H 74 (1831—1835)
- Эригона (сохранился только фрагмент) H 77 (1835—1838)
- Hymne à la France H 97 (1844)
- Chant des chemins de fer H 110 (1846)
- L’Impériale Op.26, H 129 (1854)
- Le Temple universel Op.28, H 137 (1861)

### Оперы
- Тайные судьи H 23 (сохранились только фрагменты) (1825—1834)
- Бенвенуто Челлини Op.23, H 76a (1838)
- La nonne sanglante H 91 (не окончена) (1841—1842)
- Осуждение Фауста Op.24, H 111 (La Damnation de Faust, 1846
- Троянцы H 133a (Les Troyens, 1863)
- Беатриче и Бенедикт H 138 (1863)

### Хоровые произведения
- Торжественная месса (Messe Solennelle) H 20 1824
- Реквием Op. 5, H 75 (Grande Messe des morts, 1837)
- Te Deum Op. 22, H 118 1848—1849
- Оратория Детство Христа Op. 25, H 130 (L’enfance du Christ, 1853—1854)

### Автобиографические сочинения
- Музыкальное путешествие по Германии и Италии (1844)
- Мемуары (1870)

## Образ в искусстве

### В художественной литературе
- Бальзак посвятил Берлиозу роман «Феррагус, предводитель декларантов» (1833).
- В романе Карлоса Фуэнтеса «Инстинкт Инес» (2001) о взаимоотношениях симфонического дирижёра и оперной примадонны действие и мысли героя тесно сплетены с образами берлиозовского «Осуждения Фауста»[42].
- В литературном киносценарии Арнольда Цвейга «Фантастическая симфония» параллельно проходят личная биография Берлиоза, теряющего всех, кого любил, и жизнь молодого французского музыканта Бретона, оборванная ранением в 1942 году при Бир-Хакейме. Бретон не напишет своих гениальных симфоний.

### Кинематограф
- 1942 — «Фантастическая симфония» / La symphonie fantastique — художественный фильм, Франция, режиссёр — Кристиан-Жак, в главной роли — Жан-Луи Барро.
- 1983 — «Жизнь Берлиоза» / La vie de Berlioz — телесериал, совместное производство Франции, Канады, СССР, Швейцарии, Бельгии и Венгрии, режиссёры — Жак Требута[фр.] и Виктор Сергеев, в главной роли — Даниэль Мезгиш.
- Также в честь композитора назван котёнок-музыкант, персонаж полнометражного мультфильма «Коты-аристократы» компании Уолта Диснея.

## Память
- В его честь назван астероид (69288) Berlioz, открытый 11 октября 1990 года.
- В IX округе Парижа, в квартале Сен-Жорж, находится сквер Гектора Берлиоза[фр.].
- На родине композитора, в городе Ла-Кот-Сент-Андре (департамент Изер) в 1935 году был открыт Музей Гектора Берлиоза[фр.]. Там же с 1954 года проходит ежегодный фестиваль классической музыки, посвящённый, прежде всего, его произведениям.
- В 1990 году в Монпелье открылся театральный зал «Опера Берлиоза[фр.]».
- Имя Берлиоза носит улица в Гудермесе.